# Chandmani
Chandmani (mongol cyrillique : Чандмань сум, Chandmani sum) est un sum de l'aïmag (province) de Khovd dans l’ouest de la Mongolie. Sa capitale est Urdgol.